# Cabeza de Cristo (Rembrandt)
La Cabeza de Cristo es una pintura al óleo del año 1650 atribuida al taller de Rembrandt. Muestra a Cristo con barba y el pelo largo y oscuro. Se encuentra en la colección del Museo Metropolitano de Arte de Nueva York.

## Descripción
Rembrandt creó varias cabezas similares en diversas poses, posiblemente como objetos devocionales. Hoy se conocen alrededor de una docena. Esta de la colección del museo Metropolitano, procede del legado realizado por Isaac D. Fletcher.
Esta pintura fue documentada por Hofstede de Groot en 1914, que escribió; 

160. cabeza de Cristo Bode 295; Dut 78; Wb 301; B.-HdG 414. Largos rizos oscuros, una barba completa y ojos oscuros que gira a la derecha. Un abrigo de color rojo pardo,.. mostrando en la parte superior el dobladillo de la camisa. Una luz fuerte cae desde la izquierda en la parte superior del lado derecho de la cara. Fondo oscuro. De tamaño natural, pintado hacia 1659. lienzo, 18 1/2 pulgadas por 14 pulgadas 1/2, mencionado por Bode, pp. 522, 597; por Dutuit, p 51; por Michel, p 563. Expuesto en Ámsterdam, 1898, No. 109;... en París, 1911, No. 125. Sale J . Wandelaar, Ámsterdam 4 de septiembre de 1759, No. 13. En la posesión del distribuidor de París C. Sedelmeyer, Catalogue of 300 Paintings No. 149. En la colección de Maurice Kann, París. En posesión del distribuidor de París F. Kleinberger . En la colección de Isaac D. Fletcher, Nueva York.

La pintura fue incluida en la mayoría de los catálogos de Rembrandt del siglo XX, ha sido recientemente cuando se ha rechazado como autógrafa en el último catálogo realizado por el Proyecto de Investigación Rembrandt. Está, sin embargo, todavía conectada con el taller de Rembrandt y se agrupa junto con todas las otras versiones. Se incluyó en la exposición del año 2011 «Rembrandt and the Face of Jesus», celebrada en los museos de Detroit (Detroit Institute of Arts), Filadelfia (PMA) y París (Museo del Louvre) del 21 de abril de 2011- al 12 de febrero de 2012, con el núm. 46.

## Galería

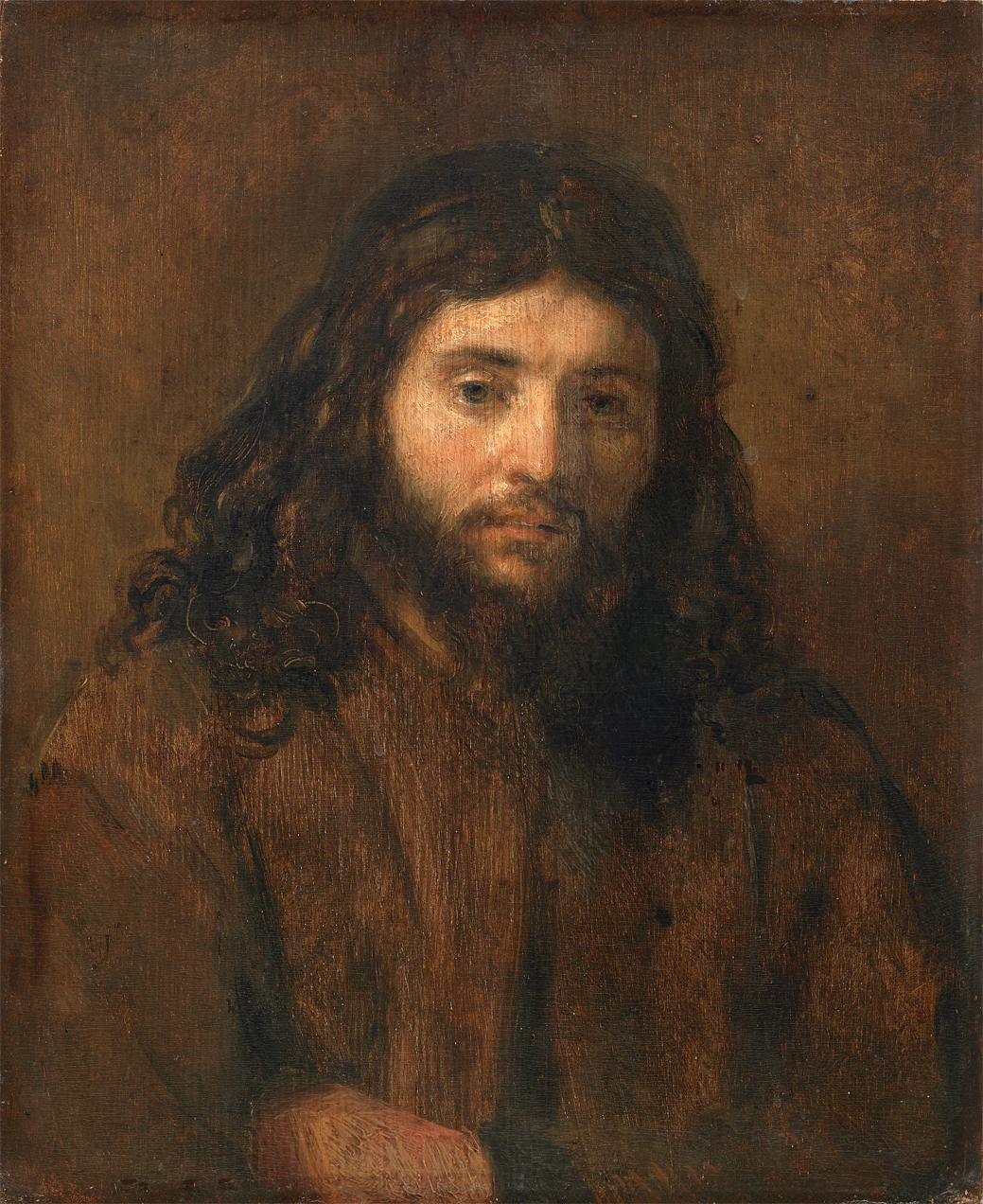
Cabeza de Cristo. Taller.
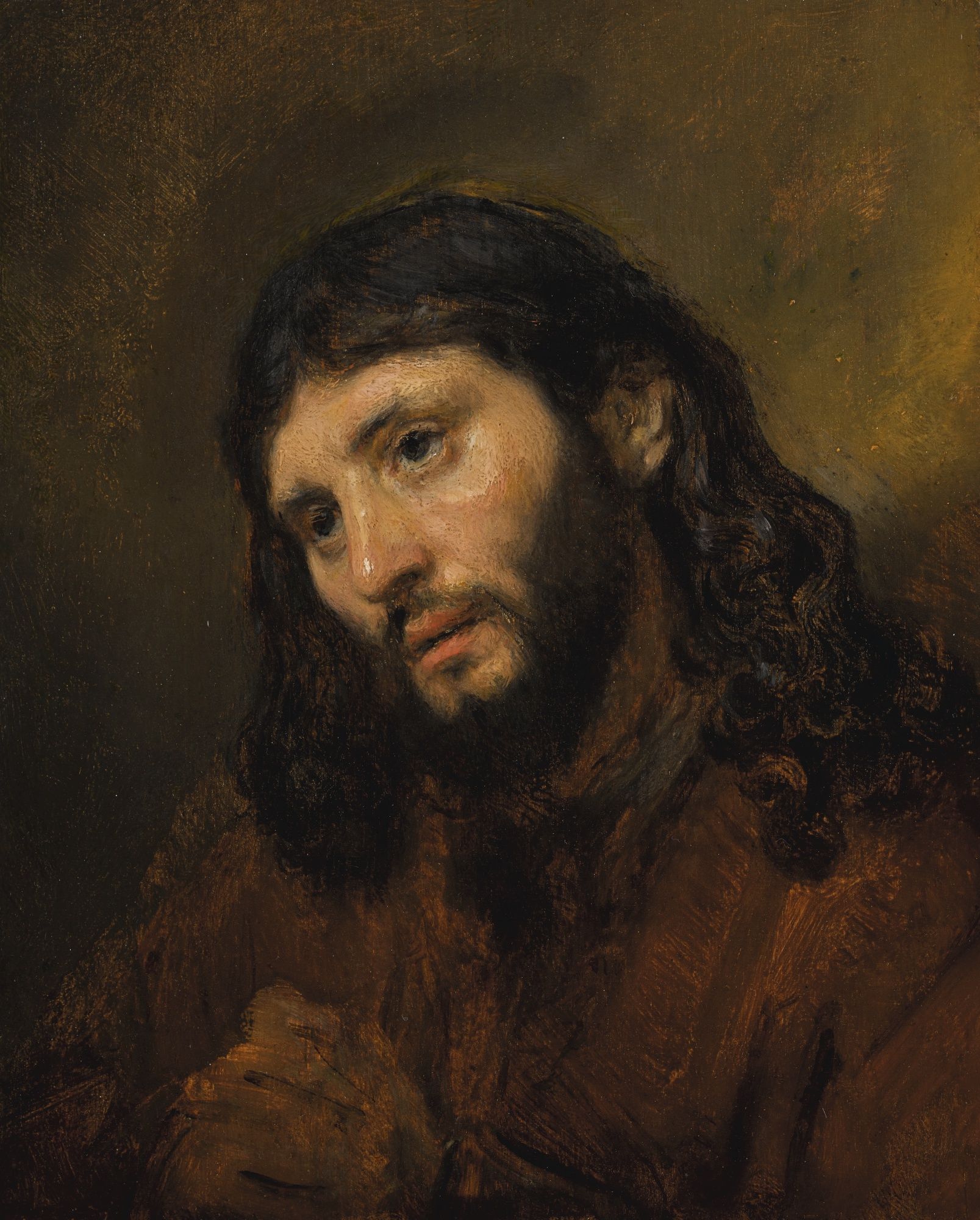
Cabeza de Cristo. Colección privada
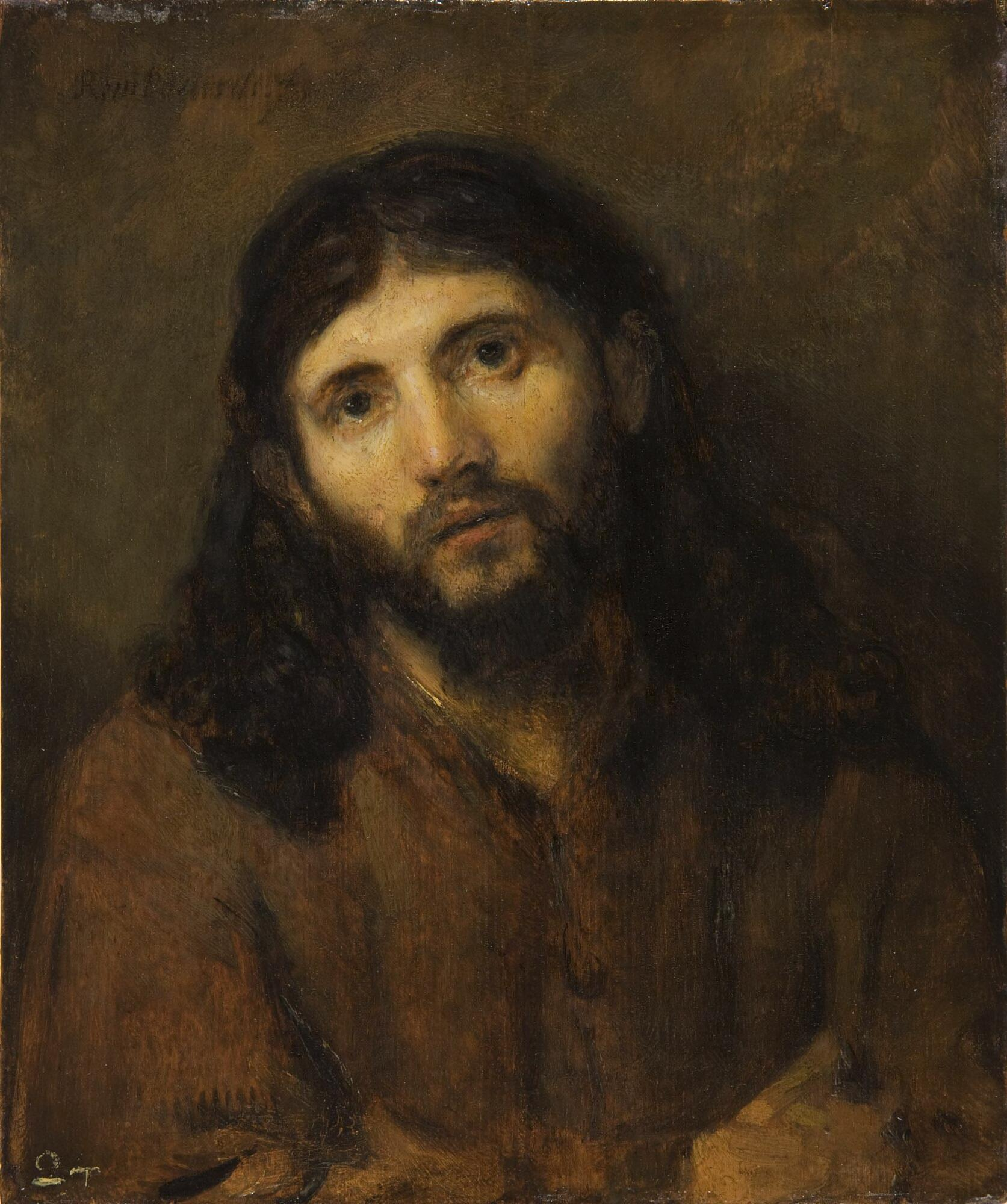
Cabeza de Cristo, Detroit Institute of Arts
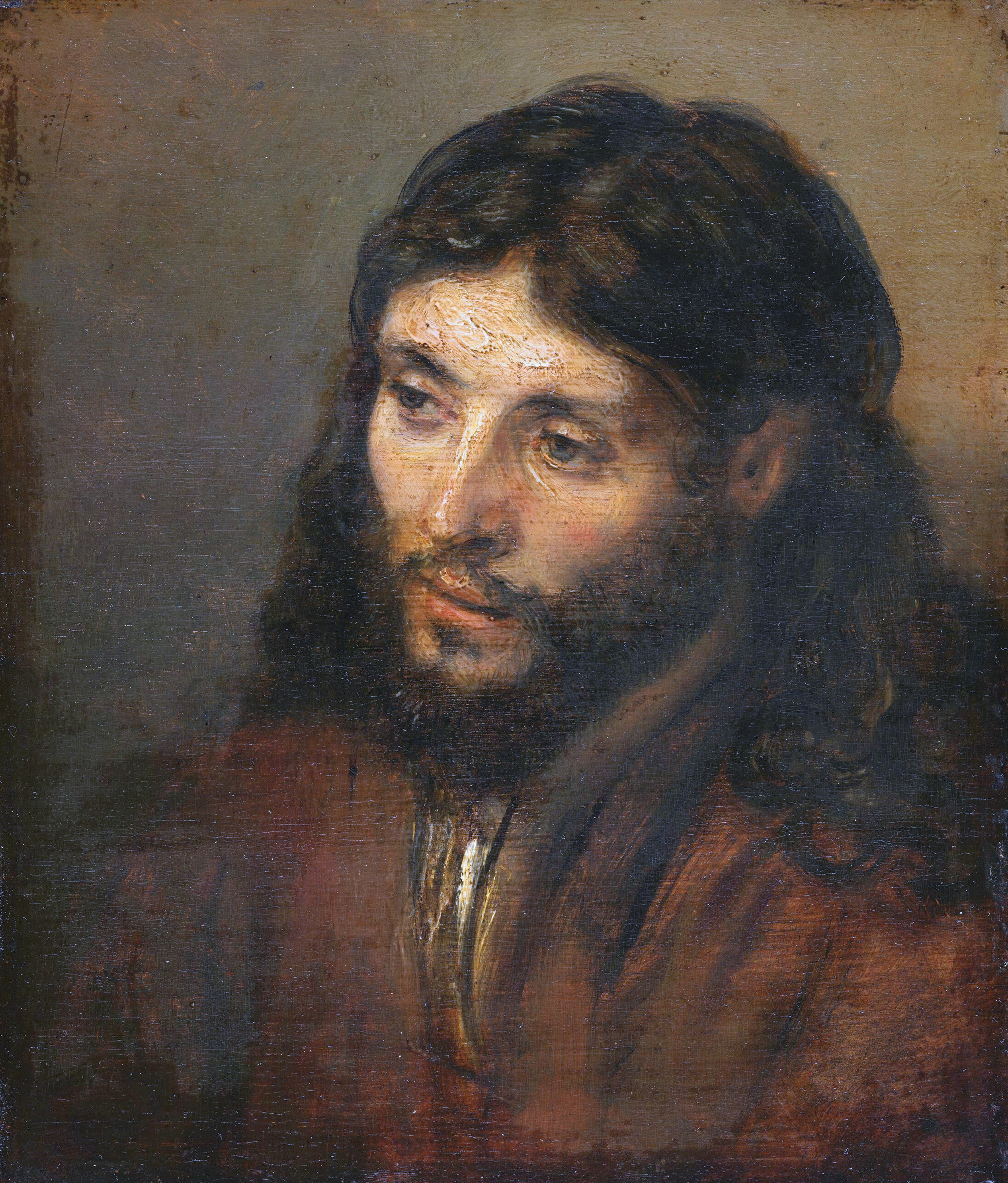
Cabeza de Cristo (Rembrandt, Berlín)
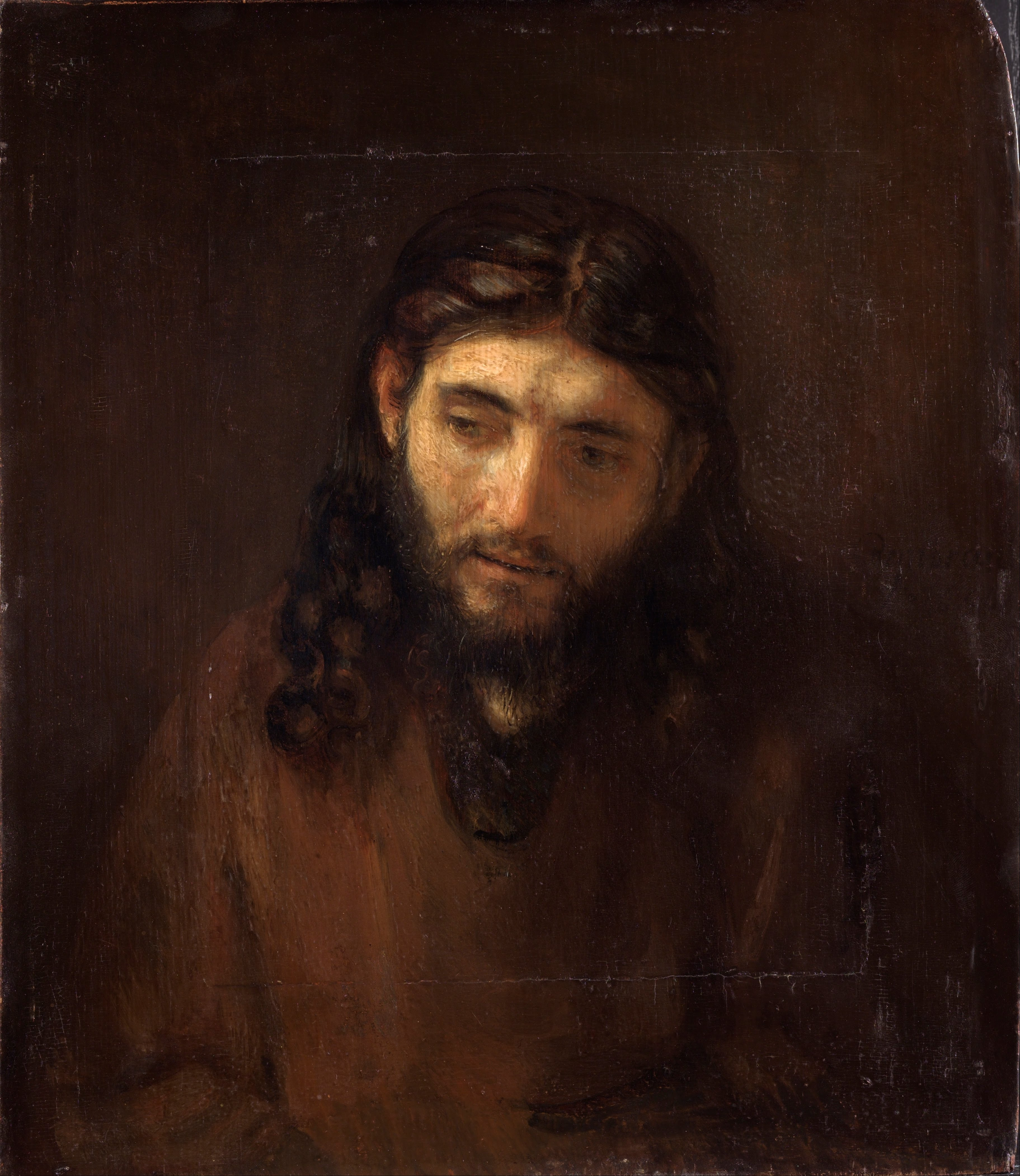
Cabeza de Cristo (Rembrandt, Philadelphia)
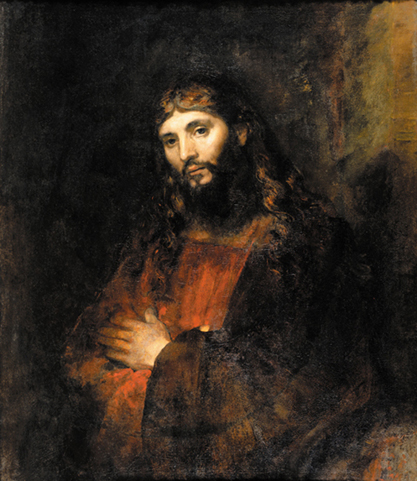
Cabeza de Cristo. Colección Hyde
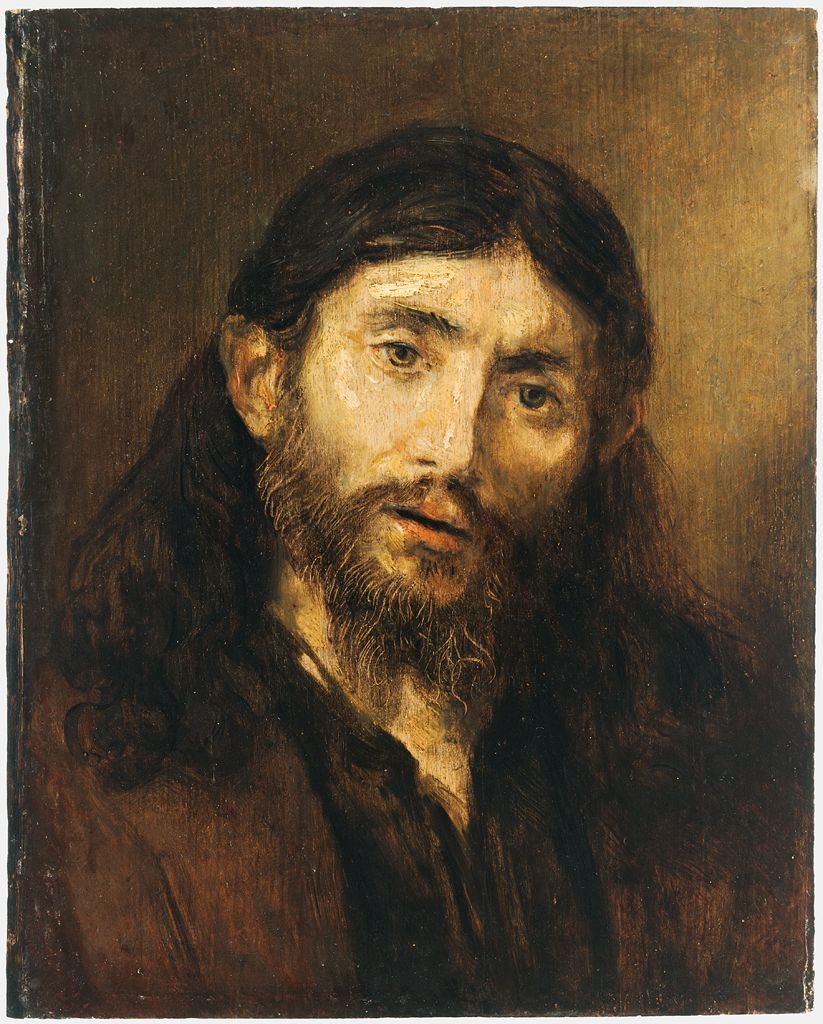
Fogg Art Museum
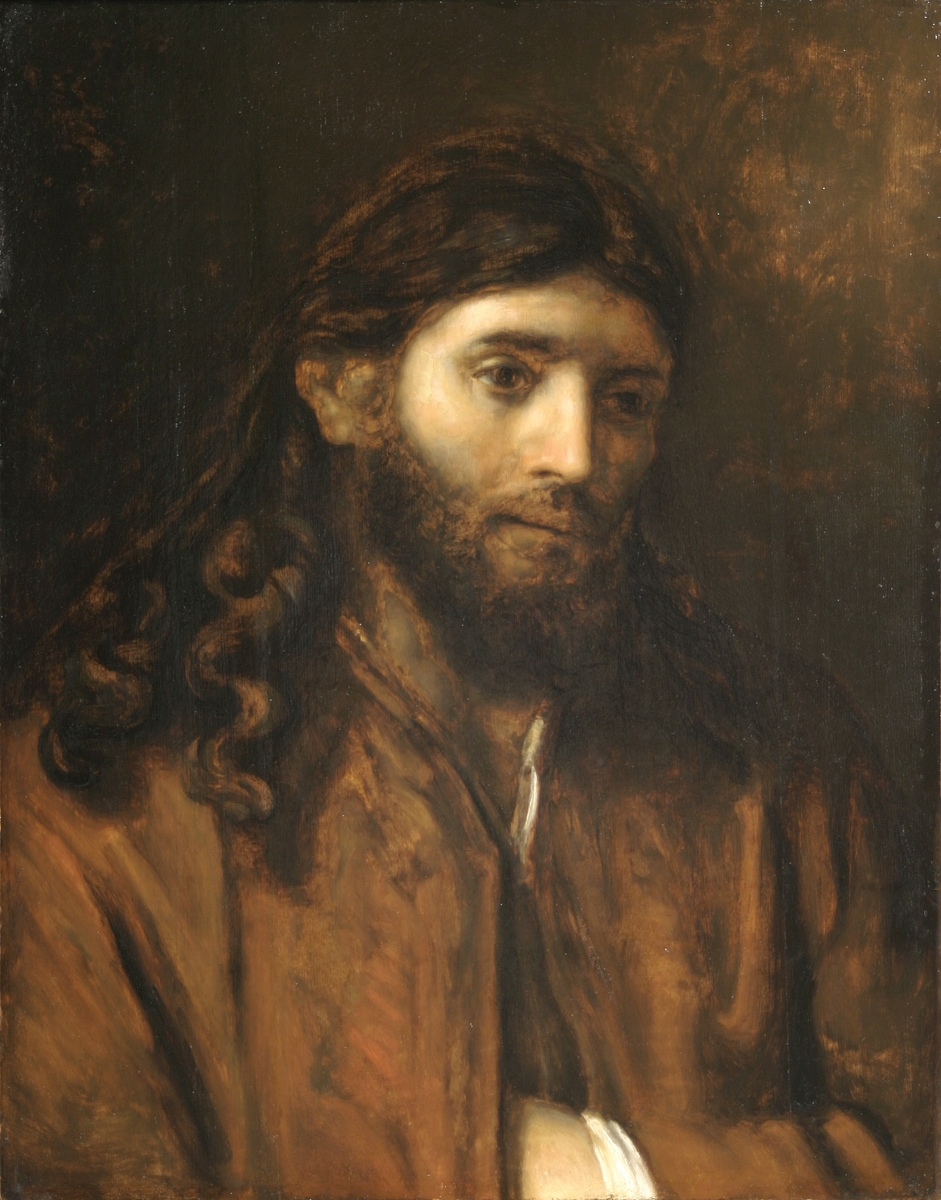
Cabeza de Cristo. Brigham Young University